# Kuurne-Bruxelles-Kuurne 2015
La 67e édition de Kuurne-Bruxelles-Kuurne a eu lieu le 1er mars 2015. La course fait partie du calendrier UCI Europe Tour 2015 en catégorie 1.1.
L'épreuve a été remportée lors d'un sprint massif par le Britannique Mark Cavendish (Etixx-Quick Step) devant le Norvégien Alexander Kristoff (Katusha) et l'Italien Elia Viviani (Sky).

## Présentation

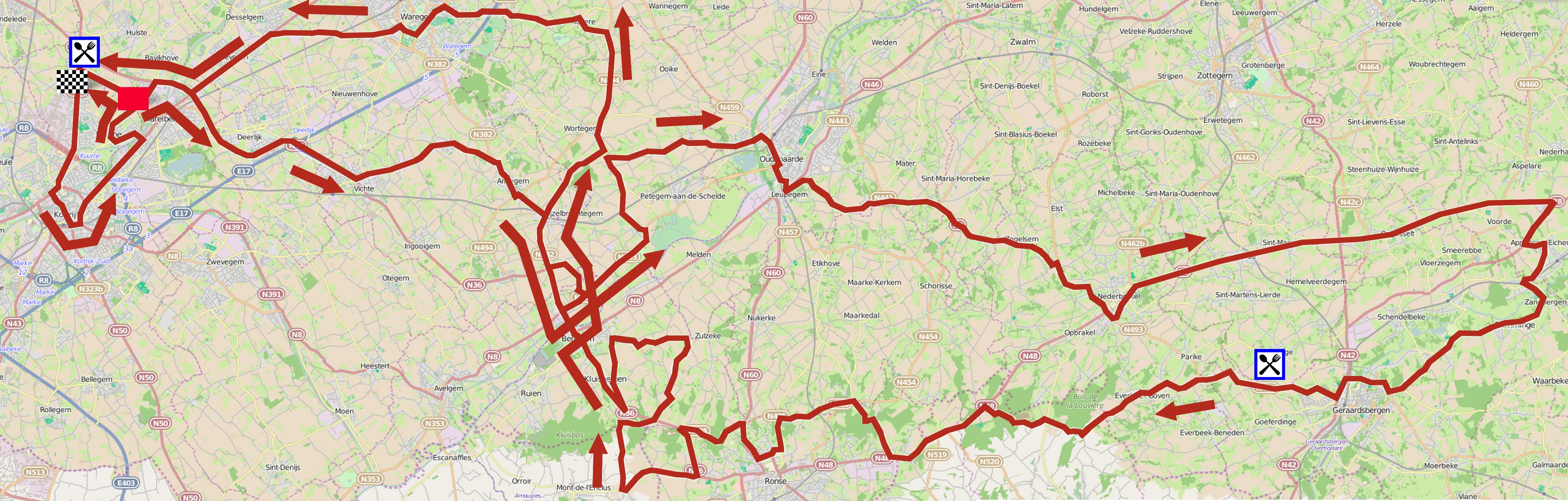
Le parcours.

### Équipes
Classé en catégorie 1.1 de l'UCI Europe Tour, Kuurne-Bruxelles-Kuurne est par conséquent ouvert aux WorldTeams dans la limite de 50 % des équipes participantes, aux équipes continentales professionnelles, aux équipes continentales et aux équipes nationales.
Vingt-cinq équipes participent à ce Kuurne-Bruxelles-Kuurne - neuf WorldTeams, onze équipes continentales professionnelles et cinq équipes continentales :
| UCI WorldTeams   | UCI WorldTeams | UCI WorldTeams |
| Nom de l'équipe  | Pays           | Code           |
| ---------------- | -------------- | -------------- |
| AG2R La Mondiale | France         | ALM            |
| BMC Racing       | États-Unis     | BMC            |
| Etixx-Quick Step | Belgique       | EQS            |
| FDJ              | France         | FDJ            |
| IAM              | Suisse         | IAM            |
| Katusha          | Russie         | KAT            |
| Lotto NL-Jumbo   | Pays-Bas       | TLJ            |
| Lotto-Soudal     | Belgique       | LTS            |
| Sky              | Royaume-Uni    | SKY            |

| Équipes continentales professionnelles | Équipes continentales professionnelles | Équipes continentales professionnelles |
| Nom de l'équipe                        | Pays                                   | Code                                   |
| -------------------------------------- | -------------------------------------- | -------------------------------------- |
| Bora-Argon 18                          | Allemagne                              | BOA                                    |
| Bretagne-Séché Environnement           | France                                 | BSE                                    |
| CCC Sprandi Polkowice                  | Pologne                                | CCC                                    |
| Cofidis                                | France                                 | COF                                    |
| Europcar                               | France                                 | EUC                                    |
| MTN-Qhubeka                            | Afrique du Sud                         | MTN                                    |
| Nippo-Vini Fantini                     | Italie                                 | NIP                                    |
| Roompot                                | Pays-Bas                               | ROO                                    |
| Southeast                              | Italie                                 | STH                                    |
| Topsport Vlaanderen-Baloise            | Belgique                               | TSV                                    |
| Wanty-Groupe Gobert                    | Belgique                               | WGG                                    |

| Équipes continentales | Équipes continentales | Équipes continentales |
| Nom de l'équipe       | Pays                  | Code                  |
| --------------------- | --------------------- | --------------------- |
| 3M                    | Belgique              | MMM                   |
| An Post-ChainReaction | Irlande               | SKT                   |
| CCT-Champion System   | Nouvelle-Zélande      | CCT                   |
| Veranclassic-Ekoï     | Belgique              | VER                   |
| Wallonie-Bruxelles    | Belgique              | WBC                   |

### Règlement de la course

#### Primes
Les vingt prix sont attribués suivant le barème de l'UCI,. Le total général des prix distribués est de 14 477 €.
| Position | 1er     | 2e      | 3e      | 4e    | 5e    | 6e    | 7e    | 8e    | 9e    | 10e à 20e |
| Prix     | 5 785 € | 2 895 € | 1 445 € | 715 € | 580 € | 433 € | 433 € | 287 € | 287 € | 147 €     |

## Classements

### Classement final

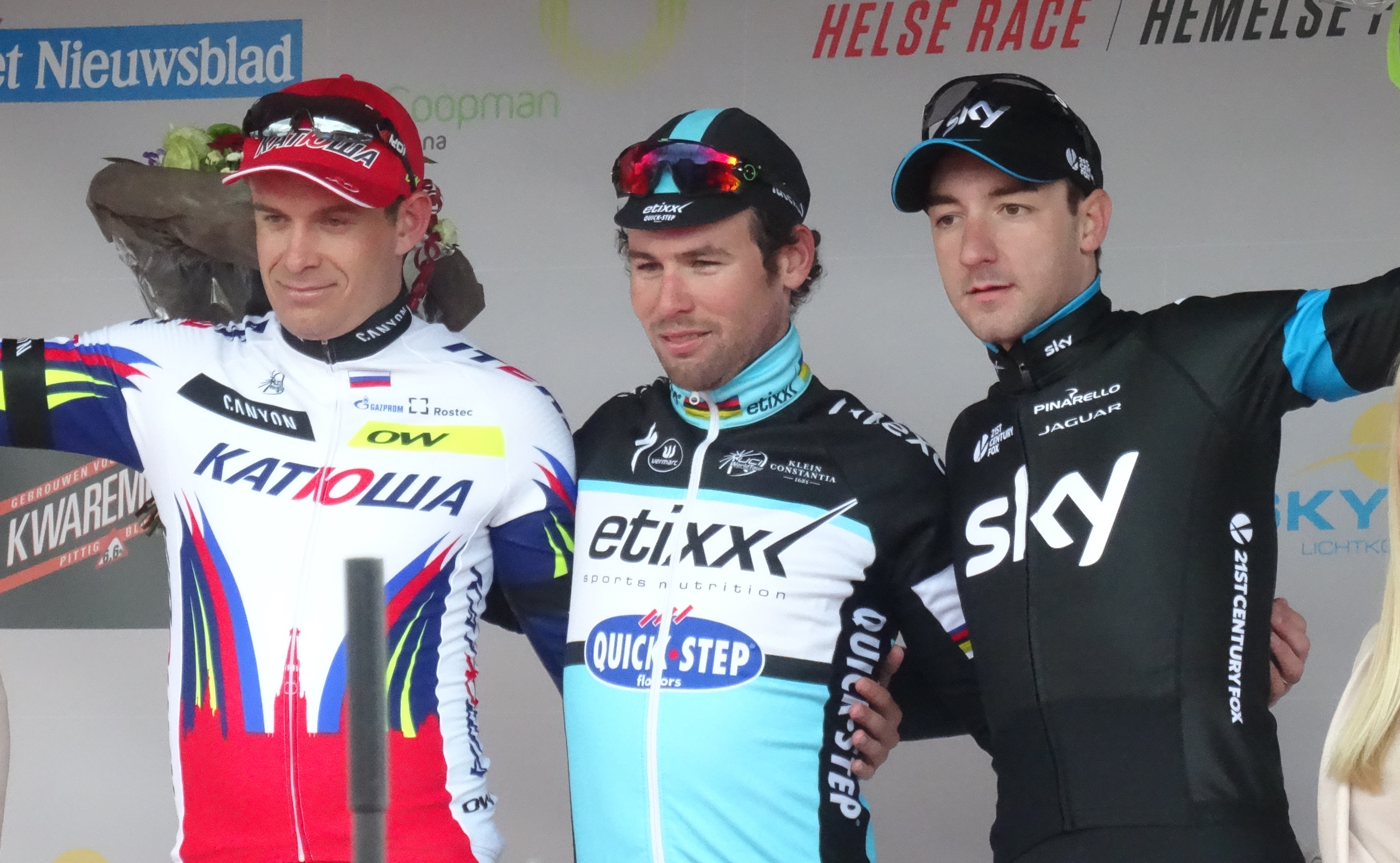
Alexander Kristoff (2e), Mark Cavendish (1er) et Elia Viviani (3e).

| Classement final | Classement final   | Classement final | Classement final   | Classement final  |
|                  | Coureur            | Pays             | Équipe             | Temps             |
| ---------------- | ------------------ | ---------------- | ------------------ | ----------------- |
| 1er              | Mark Cavendish     | Royaume-Uni      | Etixx-Quick Step   | en 4 h 29 min 0 s |
| 2e               | Alexander Kristoff | Norvège          | Katusha            | m.t               |
| 3e               | Elia Viviani       | Italie           | Sky                | m.t               |
| 4e               | Tom Van Asbroeck   | Belgique         | Lotto NL-Jumbo     | m.t               |
| 5e               | Daniele Colli      | Italie           | Nippo-Vini Fantini | m.t               |
| 6e               | Jempy Drucker      | Luxembourg       | BMC Racing         | m.t               |
| 7e               | Jens Debusschere   | Belgique         | Lotto-Soudal       | m.t               |
| 8e               | Kristian Sbaragli  | Italie           | MTN-Qhubeka        | m.t               |
| 9e               | Raymond Kreder     | Pays-Bas         | Roompot            | m.t               |
| 10e              | Matteo Pelucchi    | Italie           | IAM                | m.t               |
| modifier         |                    |                  |                    |                   |

### UCI Europe Tour
Ce Kuurne-Bruxelles-Kuurne attribue des points pour l'UCI Europe Tour 2015, par équipes seulement aux coureurs des équipes continentales professionnelles et continentales, individuellement à tous les coureurs sauf ceux faisant partie d'une équipe ayant un label WorldTeam.
| Position,          | 1er | 2e | 3e | 4e | 5e | 6e | 7e | 8e | 9e | 10e | 11e | 12e |
| Classement général | 80  | 56 | 32 | 24 | 20 | 16 | 12 | 8  | 7  | 6   | 5   | 3   |

### Classement de Kuurne-Bruxelles-Kuurne Juniors

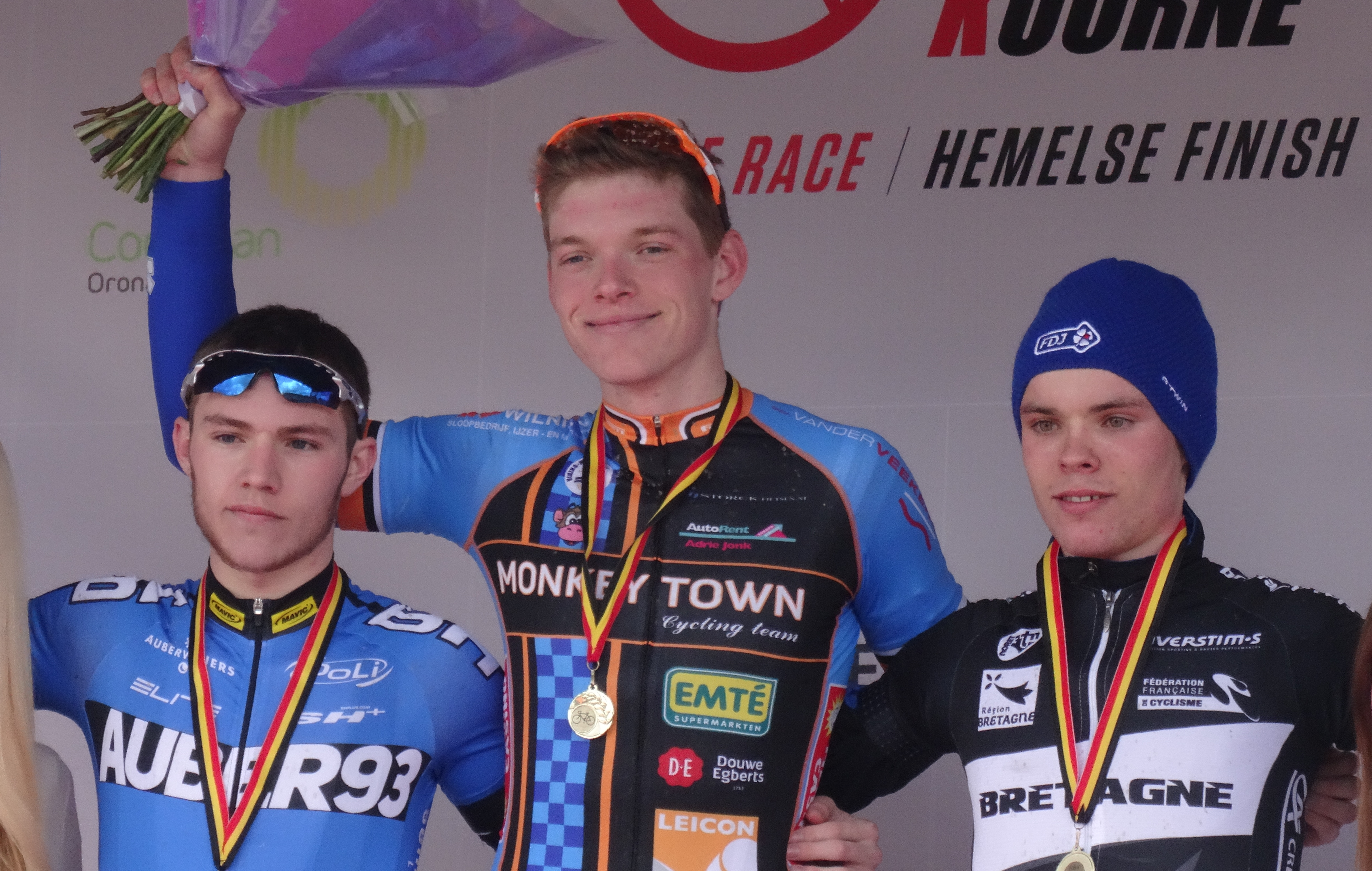
Mathie Rigollot (2e), Yannick Detant (1er) et Alan Riou (3e).

La 15e édition de Kuurne-Bruxelles-Kuurne Juniors est remportée par le Néerlandais Yannick Detant (Monkey Town) au terme d'un sprint de huit coureurs, à l'issue d'une course de 119 kilomètres. Il est suivi dans le même temps par les Français Mathieu Rigollot (CM Aubervilliers 93) et par Alan Riou (Club Bretagne Juniors).
Cent-un coureurs terminent la course, cinquante-neuf ont abandonné.

## Liste des participants
- Liste de départ complète

| Légende | Légende                                                                    | Légende | Légende                                                    |
| ------- | -------------------------------------------------------------------------- | ------- | ---------------------------------------------------------- |
| Num     | Dossard de départ porté par le coureur sur ce Kuurne-Bruxelles-Kuurne      | Pos     | Position à l'arrivée de la course                          |
|         | Indique un maillot de champion national ou mondial, suivi de sa spécialité | NP      | Indique un coureur qui n'a pas pris le départ de la course |
| AB      | Indique un coureur qui n'a pas terminé la course                           | HD      | Indique un coureur qui a terminé la course hors des délais |

| Etixx-Quick Step EQS                 | Etixx-Quick Step EQS        | Etixx-Quick Step EQS |
| ------------------------------------ | --------------------------- | -------------------- |
| Num                                  | Coureur                     | Pos                  |
| 1                                    | Tom Boonen (BEL)            | 29e                  |
| 2                                    | Mark Cavendish (GBR)        | 1er                  |
| 3                                    | Matteo Trentin (ITA)        | 107e                 |
| 4                                    | Zdeněk Štybar (CZE) (Route) | 35e                  |
| 5                                    | Iljo Keisse (BEL)           | 99e                  |
| 6                                    | Yves Lampaert (BEL)         | 72e                  |
| 7                                    | Nikolas Maes (BEL)          | 77e                  |
| 8                                    | Łukasz Wiśniowski (POL)     | 78e                  |
| Directeur sportif : Wilfried Peeters |                             |                      |

| Sky SKY                            | Sky SKY                    | Sky SKY |
| ---------------------------------- | -------------------------- | ------- |
| Num                                | Coureur                    | Pos     |
| 11                                 | Lars Petter Nordhaug (NOR) | 104e    |
| 12                                 | Christian Knees (GER)      | 92e     |
| 13                                 | Bernhard Eisel (AUT)       | 83e     |
| 14                                 | Ian Stannard (GBR)         | 67e     |
| 15                                 | Christopher Sutton (AUS)   | AB      |
| 16                                 | Elia Viviani (ITA)         | 3e      |
| 17                                 | Luke Rowe (GBR)            | 51e     |
| 18                                 | Salvatore Puccio (ITA)     | 84e     |
| Directeur sportif : Servais Knaven |                            |         |

| Lotto-Soudal LTS                  | Lotto-Soudal LTS               | Lotto-Soudal LTS |
| --------------------------------- | ------------------------------ | ---------------- |
| Num                               | Coureur                        | Pos              |
| 21                                | Pim Ligthart (NED)             | 85e              |
| 22                                | Gert Dockx (BEL)               | 54e              |
| 23                                | Lars Bak (DEN)                 | 44e              |
| 24                                | Kris Boeckmans (BEL)           | 105e             |
| 25                                | Jens Debusschere (BEL) (Route) | 7e               |
| 26                                | Marcel Sieberg (GER)           | 57e              |
| 27                                | Stig Broeckx (BEL)             | 89e              |
| 28                                | Gregory Henderson (NZL)        | 23e              |
| Directeur sportif : Herman Frison |                                |                  |

| Katusha KAT                         | Katusha KAT                  | Katusha KAT |
| ----------------------------------- | ---------------------------- | ----------- |
| Num                                 | Coureur                      | Pos         |
| 31                                  | Alexander Kristoff (NOR)     | 2e          |
| 32                                  | Gatis Smukulis (LAT)         | AB          |
| 33                                  | Dmitry Kozontchuk (RUS)      | 91e         |
| 34                                  | Sven Erik Bystrøm (NOR)      | 97e         |
| 35                                  | Jacopo Guarnieri (ITA)       | 32e         |
| 36                                  | Alexey Tsatevitch (RUS)      | 34e         |
| 37                                  | Marco Haller (AUT)           | 93e         |
| 38                                  | Viatcheslav Kouznetsov (RUS) | 40e         |
| Directeur sportif : Torsten Schmidt |                              |             |

| Lotto NL-Jumbo TLJ            | Lotto NL-Jumbo TLJ       | Lotto NL-Jumbo TLJ |
| ----------------------------- | ------------------------ | ------------------ |
| Num                           | Coureur                  | Pos                |
| 41                            | Sep Vanmarcke (BEL)      | 81e                |
| 42                            | Maarten Tjallingii (NED) | 102e               |
| 43                            | Rick Flens (NED)         | AB                 |
| 44                            | Tom Van Asbroeck (BEL)   | 4e                 |
| 45                            | Jos van Emden (NED)      | 101e               |
| 46                            | Mike Teunissen (NED)     | AB                 |
| 47                            | Maarten Wynants (BEL)    | 80e                |
| 48                            | Robert Wagner (GER)      | 82e                |
| Directeur sportif : Jan Boven |                          |                    |

| IAM                               | IAM                          | IAM  |
| --------------------------------- | ---------------------------- | ---- |
| Num                               | Coureur                      | Pos  |
| 51                                | Martin Elmiger (SUI) (Route) | 39e  |
| 52                                | Marcel Aregger (SUI)         | AB   |
| 53                                | Dries Devenyns (BEL)         | 106e |
| 54                                | Roger Kluge (GER)            | 50e  |
| 55                                | Simon Pellaud (SUI)          | AB   |
| 56                                | Matteo Pelucchi (ITA)        | 10e  |
| 57                                | Vicente Reynés (ESP)         | AB   |
| 58                                | Jonas Van Genechten (BEL)    | 16e  |
| Directeur sportif : Eddy Seigneur |                              |      |

| FDJ                                  | FDJ                      | FDJ |
| ------------------------------------ | ------------------------ | --- |
| Num                                  | Coureur                  | Pos |
| 61                                   |                          |     |
| 62                                   | David Boucher (FRA)      | AB  |
| 63                                   | Anthony Geslin (FRA)     | AB  |
| 64                                   | Matthieu Ladagnous (FRA) | 56e |
| 65                                   | Sébastien Chavanel (FRA) | 45e |
| 66                                   | Olivier Le Gac (FRA)     | AB  |
| 67                                   | Johan Le Bon (FRA)       | 31e |
| 68                                   | Yoann Offredo (FRA)      | AB  |
| Directeur sportif : Frédéric Guesdon |                          |     |

| Cofidis COF                        | Cofidis COF              | Cofidis COF |
| ---------------------------------- | ------------------------ | ----------- |
| Num                                | Coureur                  | Pos         |
| 71                                 | Nacer Bouhanni (FRA)     | 18e         |
| 72                                 | Christophe Laporte (FRA) | AB          |
| 73                                 | Geoffrey Soupe (FRA)     | AB          |
| 74                                 | Cyril Lemoine (FRA)      | 103e        |
| 75                                 | Dominique Rollin (CAN)   | 61e         |
| 76                                 | Adrien Petit (FRA)       | 86e         |
| 77                                 | Jonas Ahlstrand (SWE)    | AB          |
| 78                                 | Florian Sénéchal (FRA)   | AB          |
| Directeur sportif : Alain Deloeuil |                          |             |

| BMC Racing BMC                   | BMC Racing BMC          | BMC Racing BMC |
| -------------------------------- | ----------------------- | -------------- |
| Num                              | Coureur                 | Pos            |
| 81                               | Philippe Gilbert (BEL)  | 49e            |
| 82                               | Rick Zabel (GER)        | 58e            |
| 83                               | Greg Van Avermaet (BEL) | 69e            |
| 84                               | Jempy Drucker (LUX)     | 6e             |
| 85                               | Danilo Wyss (SUI)       | 60e            |
| 86                               | Michael Schär (SUI)     | AB             |
| 87                               | Dylan Teuns (BEL)       | 62e            |
| 88                               | Marcus Burghardt (GER)  | 24e            |
| Directeur sportif : Valerio Piva |                         |                |

| AG2R La Mondiale ALM              | AG2R La Mondiale ALM     | AG2R La Mondiale ALM |
| --------------------------------- | ------------------------ | -------------------- |
| Num                               | Coureur                  | Pos                  |
| 91                                | Johan Vansummeren (BEL)  | 52e                  |
| 92                                | Alexis Gougeard (FRA)    | AB                   |
| 93                                | Gediminas Bagdonas (LTU) | AB                   |
| 94                                | Maxime Daniel (FRA)      | AB                   |
| 95                                | Hugo Houle (CAN)         | 27e                  |
| 96                                | Lloyd Mondory (FRA)      | 90e                  |
| 97                                | Sébastien Minard (FRA)   | 73e                  |
| 98                                | Damien Gaudin (FRA)      | 64e                  |
| Directeur sportif : Julien Jurdie |                          |                      |

| Roompot ROO                       | Roompot ROO               | Roompot ROO |
| --------------------------------- | ------------------------- | ----------- |
| Num                               | Coureur                   | Pos         |
| 101                               | Raymond Kreder (NED)      | 9e          |
| 102                               | Sjoerd van Ginneken (NED) | 47e         |
| 103                               | Dylan Groenewegen (NED)   | AB          |
| 104                               | Reinier Honig (NED)       | 100e        |
| 105                               | Michel Kreder (NED)       | 59e         |
| 106                               | Etienne van Empel (NED)   | 88e         |
| 107                               | André Looij (NED)         | AB          |
| 108                               | Ivar Slik (NED)           | AB          |
| Directeur sportif : Erik Breukink |                           |             |

| MTN-Qhubeka MTN                             | MTN-Qhubeka MTN                   | MTN-Qhubeka MTN |
| ------------------------------------------- | --------------------------------- | --------------- |
| Num                                         | Coureur                           | Pos             |
| 111                                         | Tyler Farrar (USA)                | 66e             |
| 112                                         | Gerald Ciolek (GER)               | 68e             |
| 113                                         | Edvald Boasson Hagen (NOR)        | 13e             |
| 114                                         | Matthew Brammeier (IRL)           | AB              |
| 115                                         | Reinardt Janse van Rensburg (RSA) | 65e             |
| 116                                         | Kristian Sbaragli (ITA)           | 8e              |
| 117                                         | Youcef Reguigui (ALG)             | 70e             |
| 118                                         | Theo Bos (NED)                    | AB              |
| Directeur sportif : Jean-Pierre Heynderickx |                                   |                 |

| Bora-Argon 18 BOA                 | Bora-Argon 18 BOA         | Bora-Argon 18 BOA |
| --------------------------------- | ------------------------- | ----------------- |
| Num                               | Coureur                   | Pos               |
| 121                               | Andreas Schillinger (GER) | AB                |
| 122                               | Shane Archbold (NZL)      | AB                |
| 123                               | Ralf Matzka (GER)         | AB                |
| 124                               | Sam Bennett (IRL)         | 19e               |
| 125                               | Daniel Schorn (AUT)       | 43e               |
| 126                               | Michael Schwarzmann (GER) | AB                |
| 127                               | Scott Thwaites (GBR)      | 53e               |
| 128                               | Christoph Pfingsten (GER) | AB                |
| Directeur sportif : André Schulze |                           |                   |

| Wanty-Groupe Gobert WGG                      | Wanty-Groupe Gobert WGG   | Wanty-Groupe Gobert WGG |
| -------------------------------------------- | ------------------------- | ----------------------- |
| Num                                          | Coureur                   | Pos                     |
| 131                                          | Danilo Napolitano (ITA)   | AB                      |
| 132                                          | Simone Antonini (ITA)     | 74e                     |
| 133                                          | Frederik Veuchelen (BEL)  | 95e                     |
| 134                                          | Frederik Backaert (BEL)   | 96e                     |
| 135                                          | James Vanlandschoot (BEL) | 55e                     |
| 136                                          | Roy Jans (BEL)            | 20e                     |
| 137                                          | Mirko Selvaggi (ITA)      | 79e                     |
| 138                                          | Marco Marcato (ITA)       | 41e                     |
| Directeur sportif : Hilaire Van der Schueren |                           |                         |

| CCC Sprandi Polkowice CCC              | CCC Sprandi Polkowice CCC      | CCC Sprandi Polkowice CCC |
| -------------------------------------- | ------------------------------ | ------------------------- |
| Num                                    | Coureur                        | Pos                       |
| 141                                    | Tomasz Kiendyś (POL)           | AB                        |
| 142                                    | Nikolay Mihaylov (BUL) (Route) | AB                        |
| 143                                    | Grzegorz Stępniak (POL)        | AB                        |
| 144                                    | Mateusz Taciak (POL)           | AB                        |
| 145                                    | Adrian Kurek (POL)             | 36e                       |
| 146                                    | Jarosław Marycz (POL)          | AB                        |
| 147                                    | Marek Rutkiewicz (POL)         | AB                        |
| 148                                    |                                |                           |
| Directeur sportif : Gabriele Missaglia |                                |                           |

| Nippo-Vini Fantini NIP            | Nippo-Vini Fantini NIP     | Nippo-Vini Fantini NIP |
| --------------------------------- | -------------------------- | ---------------------- |
| Num                               | Coureur                    | Pos                    |
| 151                               | Daniele Colli (ITA)        | 5e                     |
| 152                               | Pierpaolo De Negri (ITA)   | 21e                    |
| 153                               | Eduard-Michael Grosu (ROU) | AB                     |
| 154                               | Mattia Pozzo (ITA)         | AB                     |
| 155                               | Antonio Viola (ITA)        | AB                     |
| 156                               | Alessandro Malaguti (ITA)  | 63e                    |
| 157                               | Nicolas Marini (ITA)       | AB                     |
| 158                               | Riccardo Stacchiotti (ITA) | AB                     |
| Directeur sportif : Mario Manzoni |                            |                        |

| Bretagne-Séché Environnement BSE      | Bretagne-Séché Environnement BSE | Bretagne-Séché Environnement BSE |
| ------------------------------------- | -------------------------------- | -------------------------------- |
| Num                                   | Coureur                          | Pos                              |
| 161                                   | Yauheni Hutarovich (BLR) (Route) | AB                               |
| 162                                   | Matthieu Boulo (FRA)             | AB                               |
| 163                                   | Frédéric Brun (FRA)              | AB                               |
| 164                                   | Pierre-Luc Périchon (FRA)        | 28e                              |
| 165                                   | Maxime Cam (FRA)                 | AB                               |
| 166                                   | Christophe Laborie (FRA)         | AB                               |
| 167                                   | Romain Feillu (FRA)              | AB                               |
| 168                                   | Daniel McLay (GBR)               | AB                               |
| Directeur sportif : Sébastien Hinault |                                  |                                  |

| Topsport Vlaanderen-Baloise TSV       | Topsport Vlaanderen-Baloise TSV | Topsport Vlaanderen-Baloise TSV |
| ------------------------------------- | ------------------------------- | ------------------------------- |
| Num                                   | Coureur                         | Pos                             |
| 171                                   | Jelle Wallays (BEL)             | AB                              |
| 172                                   | Pieter Vanspeybrouck (BEL)      | 26e                             |
| 173                                   | Oliver Naesen (BEL)             | 25e                             |
| 174                                   | Preben Van Hecke (BEL)          | 48e                             |
| 175                                   | Edward Theuns (BEL)             | 14e                             |
| 176                                   | Gijs Van Hoecke (BEL)           | 33e                             |
| 177                                   | Jef Van Meirhaeghe (BEL)        | AB                              |
| 178                                   | Jarl Salomein (BEL)             | 11e                             |
| Directeur sportif : Walter Planckaert |                                 |                                 |

| Wallonie-Bruxelles WBC                | Wallonie-Bruxelles WBC  | Wallonie-Bruxelles WBC |
| ------------------------------------- | ----------------------- | ---------------------- |
| Num                                   | Coureur                 | Pos                    |
| 181                                   | Olivier Chevalier (BEL) | 46e                    |
| 182                                   | Tom Dernies (BEL)       | AB                     |
| 183                                   | Antoine Demoitié (BEL)  | 12e                    |
| 184                                   | Gaëtan Pons (BEL)       | AB                     |
| 185                                   | Ludwig De Winter (BEL)  | AB                     |
| 186                                   | Kevyn Ista (BEL)        | 15e                    |
| 187                                   | Julien Stassen (BEL)    | 71e                    |
| 188                                   | Loïc Pestiaux (BEL)     | AB                     |
| Directeur sportif : Christophe Brandt |                         |                        |

| Europcar EUC                          | Europcar EUC              | Europcar EUC |
| ------------------------------------- | ------------------------- | ------------ |
| Num                                   | Coureur                   | Pos          |
| 191                                   | Bryan Coquard (FRA)       | 22e          |
| 192                                   | Giovanni Bernaudeau (FRA) | AB           |
| 193                                   | Angélo Tulik (FRA)        | AB           |
| 194                                   | Jimmy Engoulvent (FRA)    | AB           |
| 195                                   | Vincent Jérôme (FRA)      | 94e          |
| 196                                   | Morgan Lamoisson (FRA)    | AB           |
| 197                                   | Yannick Martinez (FRA)    | AB           |
| 198                                   | Yohann Gène (FRA)         | 75e          |
| Directeur sportif : Dominique Arnould |                           |              |

| Southeast STH                     | Southeast STH           | Southeast STH |
| --------------------------------- | ----------------------- | ------------- |
| Num                               | Coureur                 | Pos           |
| 201                               |                         |               |
| 202                               | Manuel Belletti (ITA)   | AB            |
| 203                               | Giorgio Cecchinel (ITA) | AB            |
| 204                               | Andrea Dal Col (ITA)    | AB            |
| 205                               | Rafael Andriato (BRA)   | AB            |
| 206                               | Mauro Finetto (ITA)     | 38e           |
| 207                               | Jakub Mareczko (ITA)    | AB            |
| 208                               | Eugert Zhupa (ALB)      | AB            |
| Directeur sportif : Serge Parsani |                         |               |

| CCT-Champion System CCT         | CCT-Champion System CCT | CCT-Champion System CCT |
| ------------------------------- | ----------------------- | ----------------------- |
| Num                             | Coureur                 | Pos                     |
| 211                             | Darijus Džervus (LTU)   | AB                      |
| 212                             | Joshua Haggerty (NZL)   | AB                      |
| 213                             | Suguru Tokuda (JPN)     | AB                      |
| 214                             | Morten Gadgaard (DEN)   | AB                      |
| 215                             | Yūma Koishi (JPN)       | AB                      |
| 216                             | Tanzō Tokuda (JPN)      | AB                      |
| 217                             | Tom Goovaerts (BEL)     | 76e                     |
| 218                             | Matthew Zenovich (NZL)  | AB                      |
| Directeur sportif : Walter Maes |                         |                         |

| Veranclassic-Ekoï VER           | Veranclassic-Ekoï VER           | Veranclassic-Ekoï VER |
| ------------------------------- | ------------------------------- | --------------------- |
| Num                             | Coureur                         | Pos                   |
| 221                             | Francesco Van Coppernolle (BEL) | AB                    |
| 222                             | Gorik Gardeyn (BEL)             | AB                    |
| 223                             | Edwig Cammaerts (BEL)           | AB                    |
| 224                             | Justin Jules (FRA)              | AB                    |
| 225                             | Thomas Vaubourzeix (FRA)        | 87e                   |
| 226                             | David Desmecht (BEL)            | AB                    |
| 227                             | Niels De Rooze (BEL)            | AB                    |
| 228                             | Serge Dewortelaer (BEL)         | AB                    |
| Directeur sportif : Nico Mattan |                                 |                       |

| An Post-ChainReaction SKT         | An Post-ChainReaction SKT         | An Post-ChainReaction SKT |
| --------------------------------- | --------------------------------- | ------------------------- |
| Num                               | Coureur                           | Pos                       |
| 231                               | Jordan Stannus (AUS)              | AB                        |
| 232                               | Conor Dunne (IRL)                 | AB                        |
| 233                               | Alistair Slater (GBR)             | AB                        |
| 234                               | Jens Vandenbogaerde (BEL)         | AB                        |
| 235                               | Xandro Meurisse (BEL)             | 98e                       |
| 236                               | Alexander Maes (BEL)              | AB                        |
| 237                               | Paulius Šiškevičius (LTU) (Route) | AB                        |
| 238                               | Sean Downey (IRL)                 | 30e                       |
| Directeur sportif : Kurt Bogaerts |                                   |                           |

| 3M MMM                              | 3M MMM                   | 3M MMM |
| ----------------------------------- | ------------------------ | ------ |
| Num                                 | Coureur                  | Pos    |
| 241                                 | Gertjan De Vos (BEL)     | AB     |
| 242                                 | Connor McConvey (IRL)    | AB     |
| 243                                 | Michael Vingerling (NED) | 37e    |
| 244                                 | Nicolas Vereecken (BEL)  | 17e    |
| 245                                 | Dimitri Peyskens (BEL)   | 42e    |
| 246                                 | Tim Vanspeybroeck (BEL)  | AB     |
| 247                                 | Jake Tanner (GBR)        | AB     |
| 248                                 | Jimmy Janssens (BEL)     | AB     |
| Directeur sportif : Bernard Moerman |                          |        |